# Securidaca ecristata
Securidaca ecristata är en jungfrulinsväxtart som beskrevs av Kassau. Securidaca ecristata ingår i släktet Securidaca och familjen jungfrulinsväxter. Inga underarter finns listade i Catalogue of Life.